# جوسلين ريكو
جوسلين ريكو (بالفرنسية: Jocelyn Rico)‏ هو لاعب كرة قدم فرنسي في مركز الدفاع، ولد في 17 ديسمبر 1959 في كنكارنو في فرنسا. لعب مع باريس سان جيرمان وستاد رين ونادي بريست ونادي كان ونادي نيس.

## وصلات خارجية
- جوسلين ريكو على موقع قاعدة بيانات كرة القدم.إي يو (الإنجليزية)
- جوسلين ريكو على موقع ليكيب (الفرنسية)
- جوسلين ريكو على موقع عالم كرة القدم.نت (الإنجليزية)